# Nutzungswert
Der Nutzungswert ist in der Wirtschaft allgemein der Wert für die Nutzung von Sachen oder Rechten, den ein spezifischer Nutzer oder das Steuerrecht dieser Nutzung beimisst.

## Allgemeines
Der Begriff des Nutzungswerts hat in den verschiedenen Fachgebieten einen unterschiedlichen Begriffsinhalt, weil seine Anwendungsziele variieren. Allen gemeinsam ist jedoch, dass es sich um einen kumulierten Wert handelt, der sich bei einem Nutzungsrecht während seiner Nutzungsdauer ergibt und für die Bilanzierung und/oder Besteuerung beim Nutzer maßgeblich ist. Für Zwecke der Besteuerung sind Nutzungen oder Leistungen, die nicht in Geld bestehen (Wohnung, Verpflegung, Waren und sonstige Sachbezüge), mit den üblichen Mittelpreisen des Verbrauchsorts anzusetzen (§ 15 Abs. 2 BewG). Pendant zum Nutzungswert ist der Rechtsbegriff des Gebrauchsvorteils.

## Privathaushalte
Bei Privathaushalten spielt – in Deutschland – der Nutzungswert bei privat genutzten Firmenwagen und bei Grundeigentum eine Rolle:
- Firmenwagen: Gemäß § 8 Abs. 2 EStG gilt der Nutzungswert des privat genutzten Firmenwagens als fiktive steuerpflichtige Einnahme. Der private Nutzungswert ist der Anteil an den Gesamtkosten des Kraftwagens, der dem Verhältnis der Privatfahrten zur Gesamtfahrtstrecke entspricht. Es gilt mithin folgende Formel:[1]

{\displaystyle {\text{privater Nutzungswert}}={\frac {{\text{Gesamtkosten}}\cdot {\text{Privat-Kilometer}}}{\text{Gesamt-Kilometer}}}}.
Gemäß § 6 Abs. 1 Nr. 4 Satz 2 EStG ist der Nutzungswert für die private Nutzung eines Kraftfahrzeugs, das zu mehr als 50 % betrieblich genutzt wird, für jeden Kalendermonat mit 1 % des inländischen Listenpreises im Zeitpunkt der Erstzulassung (zuzüglich der Kosten für Sonderausstattung einschließlich Umsatzsteuer) als Aufwendung anzusetzen (geldwerter Vorteil).
- Grundeigentum: Der fiktive Nutzungswert einer selbst genutzten Wohnung, einer „Eigentumswohnung“ (auch in einem Mehrfamilienhaus) oder eines Einfamilienhauses gehört seit 1999 nicht mehr zu den „Einkünften aus Vermietung und Verpachtung“: Mangels entsprechender Einkünfte können keine Werbungskosten mehr für „eigenen Wohnzwecken dienende Grundstücke“ geltend gemacht werden.[2]
  - Bei „Einkünften aus Land- und Forstwirtschaft“ wiederum gehört der Nutzungswert einer selbst genutzten Wohnung gemäß § 13 Abs. 2 Nr. 2 EStG zu diesen Einkünften, sofern die Wohnung eine übliche Größe nicht überschreitet, bereits vor 1987 nutzungswertbesteuert wurde und das Gebäude ein Baudenkmal ist.

- Wohnvorteil im Unterhaltsrecht: Bei getrenntlebenden Ehegatten ist der „Nutzungswert“ für einen Ausgezogenen die ersparte Miete für eine angemessene Ersatzwohnung des anderen Ehepartners, der vorhandenes gemeinsames Wohneigentum bis auf Weiteres für sich allein nutzt: Der Ehegatte, welcher (kalt-)mietfrei in der gemeinsamen Immobilie wohnen bleiben kann, hat gegenüber dem ausgezogenen Ehegatten einen Vermögensvorteil; dieser wirkt sich bei einer Unterhaltsberechnung für den Zurückgebliebenen auch einkommenserhöhend aus – nach einem Scheidungsantrag:[3] Hierbei ist einiges Weiteres zu beachten;[4][5][6] die verbrauchsunabhängigen Nebenkosten, die nicht auf einen Mietenden umgelegt werden könnten, sind z. B. voll abzugsfähig. Für die Nutzung einer gemeinsamen Wohnung kann der ausgezogene Ehegatte also eine Vergütung vom anderen („Nutzungsentgelt“) verlangen – wenn dies der Billigkeit entspricht (§ 1361b Abs. 3 Satz 2 BGB). Wird jedoch Trennungsunterhalt gezahlt, ist der Nutzungswert einer gemeinsamen Wohnung in der Regel bereits darin berücksichtigt.

Bei Privathaushalten spielen in Deutschland ausschließlich steuerrechtliche Aspekte eine Rolle.

## Unternehmen
Bei Unternehmen ist der Nutzungswert im Rahmen der Bilanzierung von erheblicher Bedeutung. Der Begriff des Nutzungswerts entstammt jedoch nicht dem deutschen Handelsrecht, sondern dem internationalen Rechnungslegungsstandard IFRS (IAS 36.6). Hiernach entspricht der Nutzungswert (englisch value in use) eines Vermögenswerts dem Barwert seines geschätzten zukünftigen Cashflows zuzüglich des Restwerts zum Ende der Nutzungsdauer, vermindert um die Veräußerungskosten. Eine Wertminderung nach IAS 36 kommt zustande, wenn der Buchwert am Bilanzstichtag höher ist als der Marktwert oder der Nutzungswert. Diese IAS-Wertminderung entspricht der außerplanmäßigen Abschreibung nach § 253 Abs. 3 Satz 5 HGB. Der Nutzungswert ist damit ein unternehmensspezifischer Wert, während der beizulegende Zeitwert auf dem Marktwert beruht. Der Nutzungswert ist deshalb eine wesentlich subjektivere Bewertungsgröße als der beizulegende Zeitwert.
Zudem entsprechen investitionstheoretische Barwertkalküle, wie sie bei der Unternehmensbewertung oder auch der Immobilienbewertung zur Anwendung kommen (Ertragswertverfahren, Discounted Cash-Flow-Verfahren), gedanklich dem Nutzungswertkonzept, wobei zwischen objektiven und subjektiven Bewertungsparametern zu unterscheiden ist.